# Лудека (король Мерсии)
Лудека (англ. Ludeca, умер в 827) — король Мерсии (825/826—827).

## Биография
При короле Беорнвульфе Лудека носил титул графа, а после его гибели захватил престол Мерсии. Он попытался подавить восстание в Восточной Англии, однако, как и его предшественник, погиб в одном из сражений. После его смерти Восточная Англия получила формальную независимость, хотя фактически оказалась в подчинении Уэссекса.